# Законодавча асамблея штату Північна Дакота
Законодавча асамблея штату Північна Дакота — законодавчий орган американського штату Північна Дакота. Асамблея складається із двох палат: верхньою палатою є Сенат із 47 сенаторами, а нижньою палатою є Палата представників із 94 представниками. Територія штату поділена на 47 виборчих округів, в кожному з них обирається один сенатор і два представники. Для членів обох палат не існує обмежень на кількість термінів.
Законодавча асамблея збирається на сесії лише кожні два роки, при чому сесії тривають по 80 днів і проходять у непарний рік. Через це Законодавча рада здійснює контроль над законодавчими питаннями протягом періодів між сесіями асамблеї, виконує довготермінове вивчення законодавчих питань та готує законопроєкти для розгляду обома палатами під час наступної сесії. Законодавча асамблея збирається в західному крилі 19-поверхової будівлі Капітолія в стилі ар деко, що знаходиться в місті Бісмарк, яке є столицею штату.
Особи, які балотуються до законодавчої асамблеї, станом на день виборів повинні мати право голосу в окрузі з якого балотуються та проживати на території штату Північна Дакота протягом одного року до виборів.

## Конституційні обмеження
Відповідно до розділу 1 статті IV Конституції штату Північна Дакота, сенат має складатися з не менше ніж 40 сенаторів, але і не більше ніж 54. Так само, Палата представників має складатися з не менше ніж 80 представників, але і не більше ніж 108. Розділ 2 встановлює що Законодавча асамблея може поділяти територію штату на стільки виборчих округів із компактною і неперервною територією, скільки є сенаторів. Законодавчий орган може об'єднати два виборчих округи лише коли округ містить федеральну установу, яка містить більше двох третин виборців округу.
Члени обох палат законодавчого органу обираються на чотирирічні терміни. По половині членів кожної палати переобираються кожні два роки. Спочатку, конституція штату містила положення що члени Палати представників обираються на дворічні терміни і всі вони мають переобиратись кожні два роки. В 1996 році виборці затвердили зміну до Конституції штату Північна Дакота, за якою терміни для членів Палати представників збільшувались до чотирьох років. Зміна набула чинності в 1997 році і була вперше застосована на виборах 1998 року.
Всі закони (статути) ухвалені Законодавчою асамблеєю підписуються Губернатором штату Північна Дакота і стають частиною Кодексу штату Північна Дакота.

## Комітет із законодавчого управління
Через те, що сесії законодавчого органу відбуваються лише раз на два роки, протягом періодів між сесіями всі законодавча і дослідницька робота, складення звітів комітетів та заслуховування виступів здійснюється Комітетом із законодавчого управління. Цей комітет складається із 17 депутатів, включаючи лідерів більшості і меншості кожної з палат, а також Спікера Палати представників. Спікер призначає ще шістьох членів комітету зі складу членів Палати представників: трьох із партії більшості та трьох із партії меншості, за поданням лідерів цих партій у Палаті представників. Віцегубернатор штату Північна Дакота, який також є Президентом Сенату, призначає до комітету чотирьох членів сенаторів із партії більшості та двох сенаторів із партії меншості, теж за поданням лідерів цих партій в Сенаті. При цьому сам Президент Сенату до комітету не входить.

## Капітолій
Перший капітолій території, а потім і штату Північна Дакота був побудований в 1884 році, і він слугував місцем засідань для Законодавчої асамблеї штату до ранку 28 грудня 1930 року, коли ця будівля згоріла. Під час пожежі Роберту Бьорну, Секретарю штату Північна Дакота, вдалося врятувати оригінал конституції штату, але при цьому він зазнав порізів і опіків. Після цього протягом деякого часу законодавчий орган збирався в будівлі Військового меморіалу та в Міській аудиторії в Бісмарку. За наказом губернатора Джорджа Шафера на заміну старій знищеній будівлі була збудована нова будівля в стилі ар деко, яка використовується і нині. Її будівництво тривало із 1931 до 1934 року, в розпал Великої депресії.